# Sandra McLellan

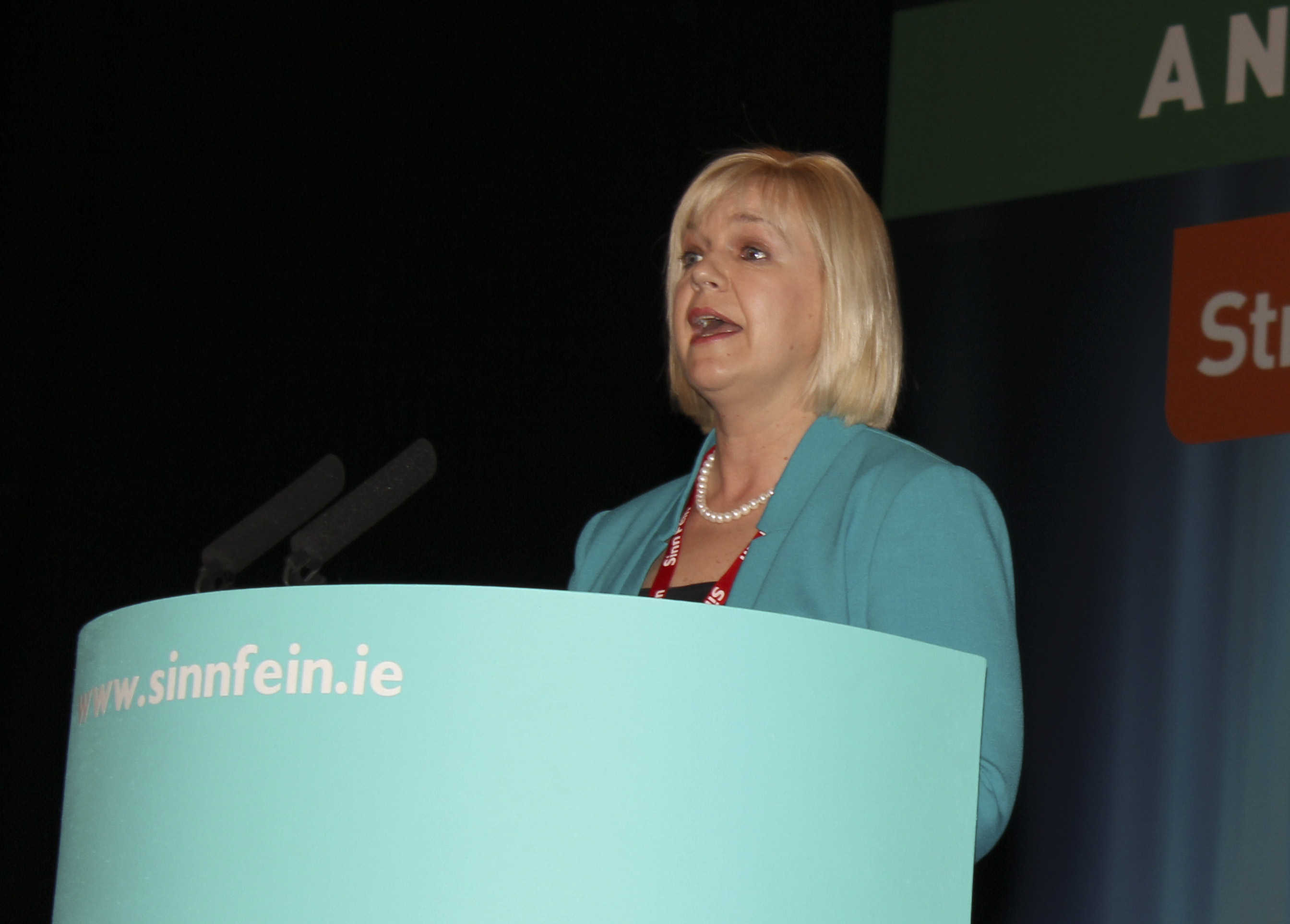
Sandra McLellan

Sandra McLellan (* 18. Mai 1961 in Youghal, County Cork, Irland) ist eine irische Politikerin der Sinn Féin, der seit 2016 Abgeordneter im Dáil Éireann ist.

## Leben
Sandra McLellan war zuvor Vertrauensperson der SIPTU. 2004 wurde sie für die Sinn Féin in den Youghal Town Council gewählt, 2009 erfolgte die Wahl in den Cork County Council. 
Bei den Wahlen zum Dáil Éireann 2011 gelang es ihr, im Wahlkreis Cork East einen Sitz zu erringen. Zu den Wahlen 2016 trat sie nicht mehr an.